# Dick O'Keefe
Richard Thomas O'Keefe, detto Dick (San Francisco, 29 settembre 1923 – Greenbrae, 17 dicembre 2006), è stato un cestista statunitense, professionista nella BAA, nella NBA e nella ABL.

## Carriera
Venne selezionato dai Washington Capitols al primo giro del Draft BAA 1947 (9ª scelta assoluta).